# Lac Moraine
Le lac Moraine est un lac glaciaire situé dans le parc national de Banff dans la province de l'Alberta au Canada. Il se trouve dans la Ten Peaks Valley, à 14 km du village de Lake Louise et à une altitude d'environ 1 885 mètres (6 183 pieds).

## Étymologie
Le lac Moraine est nommé d'après les moraines déposées par le glacier Wenkchemna. Les moraines sont des débris (roches, cailloux, galets, sable) déposés au cours de la fonte des glaciers.

## Géographie
Le lac a une surface de 0,5 km2.
Autour du lac, il est possible d’apercevoir les sommets Wenkchemna, le mont Fay, le mont Bowlen, le mont Allen et le mont Babel, ainsi que plusieurs autres glaciers.
Le lac, rempli par la glace, n'atteint son niveau maximal que dans la seconde quinzaine de juin. Le lac est connu en partie pour sa couleur émeraude, caractéristique des montages des Rocheuses. Quand il est plein, il prend une teinte de bleu caractéristique. Cette couleur vient de la réfraction de la lumière sur la poussière de roche en suspension dans l'eau. On nomme ces particules la « farine glacière ». Cette poussière de roche provient des glaciers qui se trouvent autour du lac. Toutefois, la couleur  de l’eau menace de ternir à cause de la fonte des glaciers, selon Janet Fischer et Mark Olson, professeurs de biologie au Franklin & Marshall College, en Pennsylvanie.
Une représentation du lac Moraine figurait au dos des billets de vingt dollars canadiens de 1969 et 1979. Cela lui valait le surnom du : « lac avec la vue à vingt dollars ».

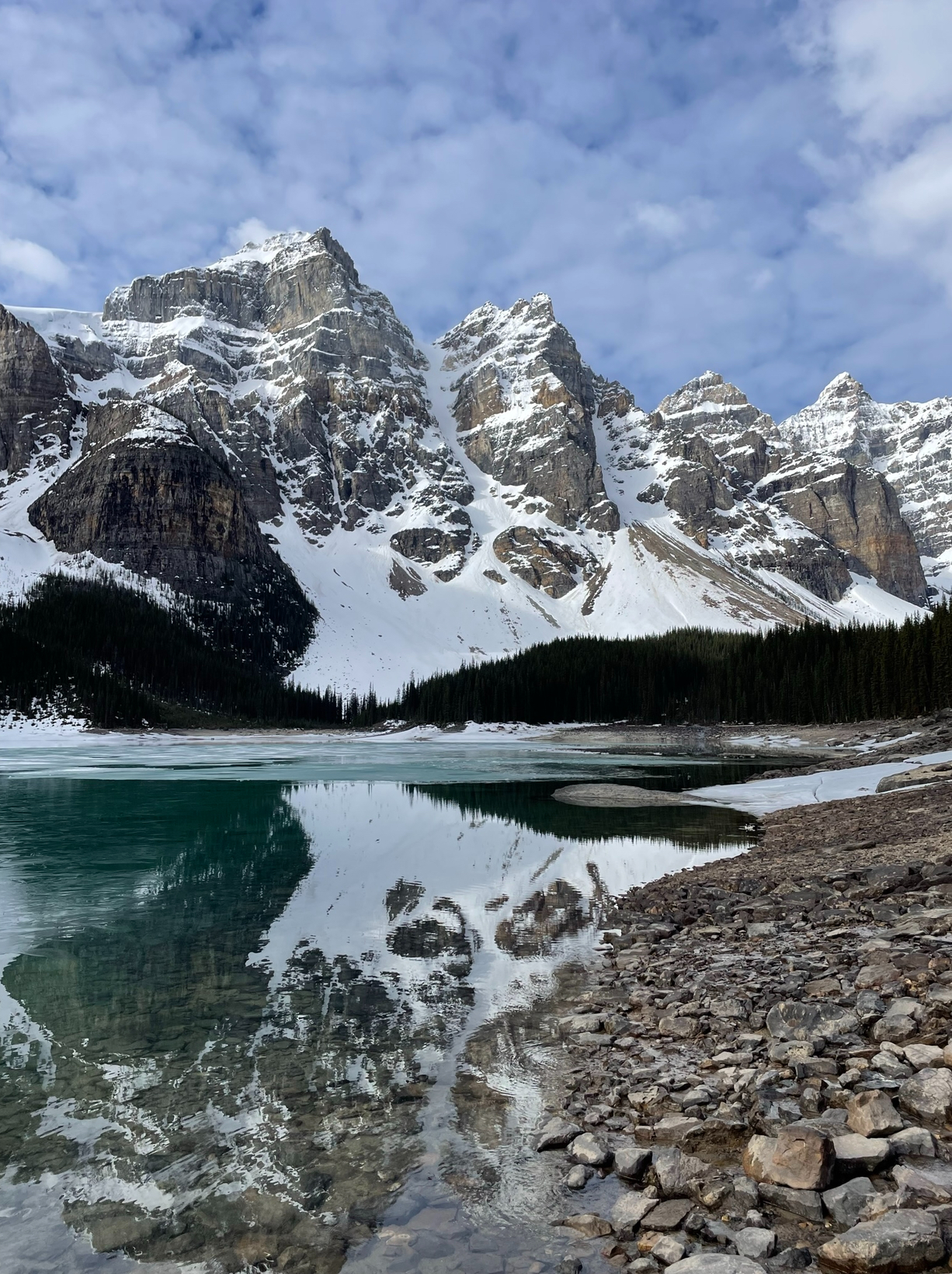
lac Moraine partiellement glacé

## Tourisme
Le lac Moraine est un lieu d’achalandage touristique, ouvert au public entre juin et octobre. Puisque les routes sont fermées à la circulation toute l’année, il est impossible de se rendre en voiture jusqu’au lac Moraine. Toutefois, il n'est pas recommandé de s'y rendre à pied, puisqu'on compte 28 km aller-retour depuis le stationnement autorisé. Des navettes et autobus spécialisés sont disponibles au public.

### Liens externes

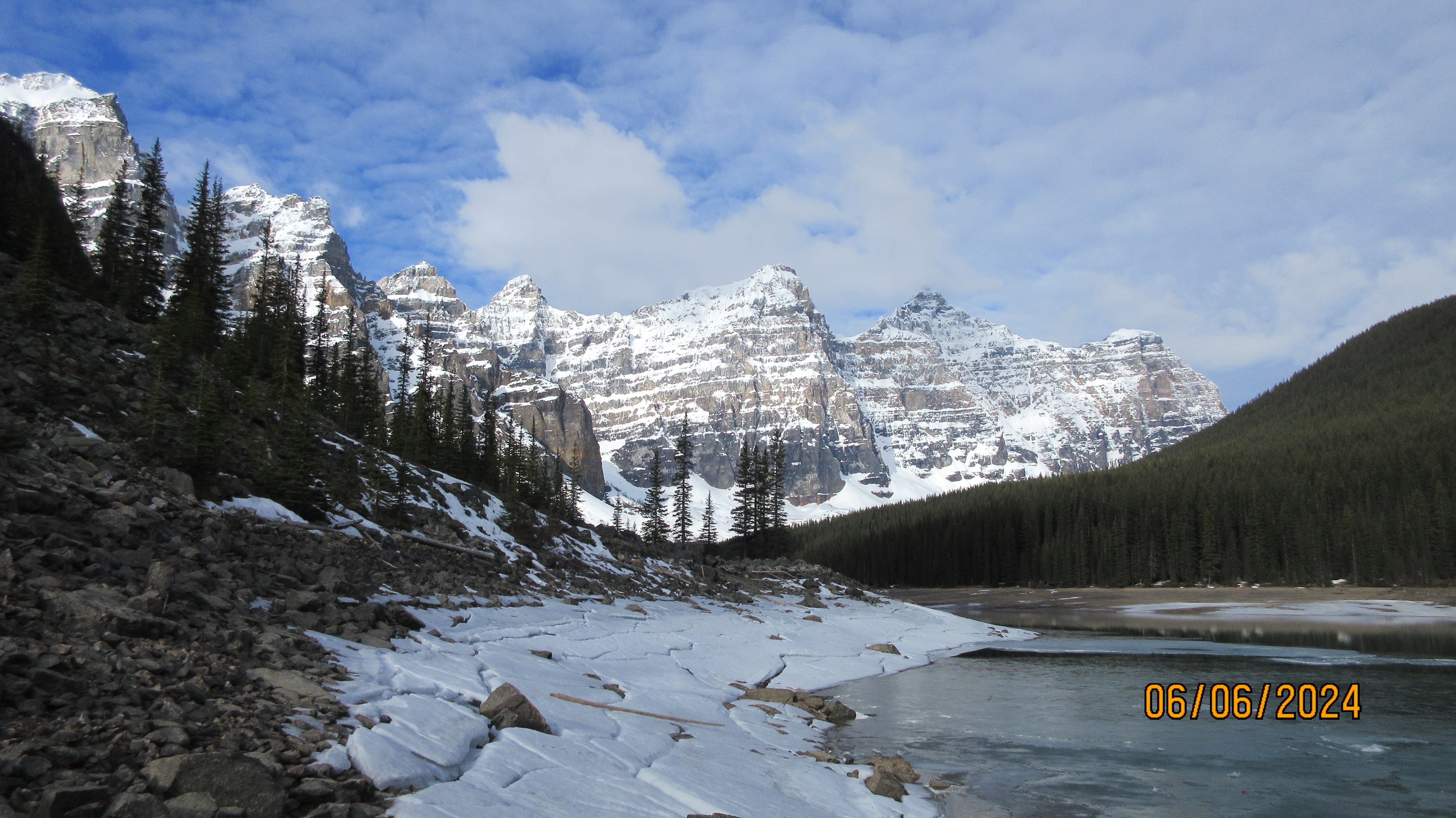
Lac Moraine en juin